# Liudvikas Narcizas Rasimavičius

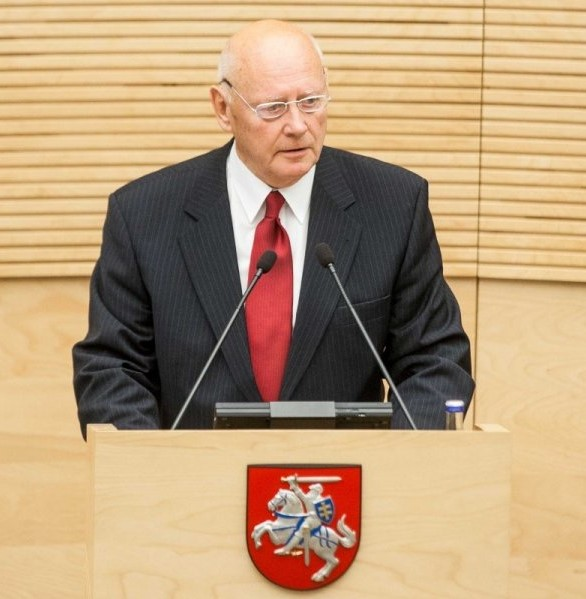
Liudvikas Narcizas Rasimavičius, 2015

Liudvikas Narcizas Rasimavičius (* 22. Dezember 1938 in Alytus; † 13. September 2023) war ein litauischer Jurist und Politiker.

## Leben
Er lernte in Kalvarija, Marijampolė und Prienai. Nach dem Abitur 1956 an der Mittelschule arbeitete er als Lehrer in der Schule Klebiškis. Von 1957 bis 1962 absolvierte er das Diplomstudium der Rechtswissenschaft an der Universität Vilnius (VU) und arbeitete danach am Lehrstuhl für Zivilrecht und in Šakiai, Klaipėda. Ab 1963 war er Rechtsanwalt in Klaipėda und lebte in Palanga. Von 1990 bis 1992 war er Mitglied im Seimas.
Er war verheiratet und Vater zweier Kinder. Er starb am 13. September 2023.